# Guglielmo Giusti
Guglielmo Giusti (ur. 1 grudnia 1937 w San Marino) – sanmaryński strzelec, olimpijczyk. 
Brał udział w igrzyskach olimpijskich w latach 1960 (Rzym) i 1972 (Monachium). Na obu igrzyskach startował tylko w trapie; w Rzymie odpadł w kwalifikacjach, a w Monachium zajął 43. miejsce.

## Wyniki olimpijskie
| Igrzyska | Konkurencja | Wynik                   | Miejsce                 | Źródło |
| -------- | ----------- | ----------------------- | ----------------------- | ------ |
| IO 1960  | Trap        | Odpadł w kwalifikacjach | Odpadł w kwalifikacjach | [ 1 ]  |
| IO 1972  | Trap        | 175 punktów             | 43 (na 57)              | [ 2 ]  |